# Flora (Noorwegen)
Flora is een voormalige gemeente in de voormalige Noorse provincie Sogn og Fjordane. De gemeente telde 11.999 inwoners in januari 2017. De hoofdplaats van de gemeente was Florø.
Flora lag aan de westelijke kust van de provincie. In het noorden grensde het aan Bremanger en in het oosten aan Gloppen en Naustdal. Ten zuiden van de Førdefjord aan Askvoll.
Op 1 januari 2020 ging de gemeente samen met het grootste deel van de gemeente Vågsøy op in een nieuwe gemeente Kinn, die deel ging uitmaken van de eveneens op die dag gevormde provincie Vestland
Årdal · Askvoll · Aurland · Balestrand · Bremanger · Eid · Fjaler · Flora · Førde · Gaular · Gloppen · Gulen · Hornindal · Høyanger · Hyllestad · Jølster · Lærdal · Leikanger · Luster · Naustdal · Selje · Sogndal · Solund · Stryn · Vågsøy · Vik

Gemeenten in de provincie bij de opheffing op 1 januari 2020